# 名建築で昼食を
『名建築で昼食を』（めいけんちくでちゅうしょくを、フランス語: Déjeûnons dans un célèbre édifice）は、文筆家である甲斐みのりの著書『歩いて、食べる 東京のおいしい名建築さんぽ』（エクスナレッジ）を原案として、テレビ大阪と松竹撮影所の共同制作により、2020年8月16日（15日深夜）から10月18日（17日深夜）まで、BSテレ東（衛星波・4K）およびテレビ大阪の「真夜中ドラマ」枠で放送されたテレビドラマ。主演は池田エライザと田口トモロヲ。
2021年日本民間放送連盟賞テレビ／ドラマ番組部門優秀賞受賞。
2022年8月18日（17日深夜）から9月22日（21日深夜）まで「テレビ大阪開局40周年ドラマ」として続編となる『名建築で昼食を 大阪編』が放送された。
本稿では便宜上、2020年の連続ドラマを「東京編」、2022年の連続ドラマを「大阪編」、2021年のスペシャルドラマを「SP横浜編」と呼称する。

## 概要
本作品では意外と知られていない名建築の中で食べることができる絶品ランチを紹介しており、アドリブを交えながら名建築を巡るドキュメンタリーパートをドラマパートと組み合わせたハイブリッドな作りに挑戦している。本作品は仕事と恋に悩む主人公のOLがSNSを通じて出会った人生経験豊富な建築模型士から発せられる一風変わった視点の何気ない言葉に心動かされることで、挫折と葛藤を繰り返しながら成長していく物語である。

## あらすじ

### 東京編
有名建築家を父に持つ建築模型士の植草千明はノスタルジックで可愛らしい建築（千明曰く「乙女建築」）を巡るのが趣味で、訪れた時の様子をSNSで随時更新しており人気を博していた。一方、広告代理店で働く春野藤は別れた彼氏・小林健吾からぬか床を預かる羽目に遭い、複雑な心境を抱いたまま、かき混ぜる毎日を過ごしていた。そんな藤だが、実は親友の山口綾子と一緒にカフェを開くことを夢見ており、その参考になればという気持ちから千明のSNSをフォローしていた。いつしかSNSを通じてメッセージを交換していくうちに、2人は「東京の名建築」と呼ばれる建築物で昼食をすることになる。

### 大阪編
春野藤は、大阪で一人暮らしする大学時代からの親友・堀川美和が家庭の事情で滋賀に一時帰省する間、ペットの亀の世話に困っていることを知り、長期有給休暇を消化しなければならない事情もあり、美和の大阪の自宅で留守を預かっていた。藤は植草千明が関西でも「乙女建築」を巡っていることをSNSで知り、来阪中であることを千明に伝えたところ、「大阪の名建築」に数えられる綿業会館でランチを兼ねて再会することになる。千明は大学時代を京都で過ごし、当時から「大阪の名建築」を訪ね歩いていた。

## キャスト
春野藤（はるの ふじ）
演 - 池田エライザ
都内の広告代理店勤務の女性。千明の名建築巡りの弟子。横浜出身。
カフェを開く夢があり、その参考に植草のSNSをフォローしている。
長期有休消化を兼ね、親友・美和の大阪の家で過ごす。（大阪編）
植草千明（うえくさ ちあき）
演 - 田口トモロヲ
建築模型士。藤の名建築巡りの師匠。有名建築家・植草幸一の息子。
「乙女建築」を巡るのが趣味で、SNSで訪問した時の様子を更新している。
山口綾子（やまぐち あやこ）
演 - 小川紗良（東京編）
藤の大学時代からの友人。
藤とともにカフェを共同経営するのが夢で、その参考にチェーン店のカフェで修業中。
マスター
演 - 三上寛（東京編・SP横浜編）
千明行きつけの喫茶店のマスター。
千明の悩みを聞きアドバイスする良き相談相手。
小林健吾（こばやし けんご）
演 - サトウヒロキ（東京編）
藤の元恋人。
藤にぬか床を預けて姿を消すが、ある日突然藤のところに姿を現す。
堀川美和
演 - 佐藤玲（大阪編）
藤の大学時代の友人。
一人暮らしの大阪から一時的に滋賀に帰省するため、藤に亀の世話をお願いする。
女将
演 - 安奈淳（大阪編）
千明行きつけの大阪の喫茶店「みさ」の店主。

## スタッフ
特記なき場合、東京編、大阪編、SP横浜編共通。
- 原案[注 3] - 甲斐みのり『歩いて、食べる 東京のおいしい名建築さんぽ』（エクスナレッジ）
- 監修 - 甲斐みのり
- 企画[注 4] - 清水啓太郎（松竹撮影所）
- 監督 - 吉見拓真
- 脚本 - 横幕智裕
- 音楽 - ベンジャミン・べトゥサック
- オープニングテーマ - Gi Gi Giraffe「Picture」[6]
- エンディングテーマ
  - 浦上想起「未熟な夜想」（美しすぎた牛レコード）（東京編）[6]
  - スカート「しるしをたどる」（PONY CANYON）（大阪編）[8]
- チーフプロデューサー - 金岡英司（東京編、SP横浜編）（テレビ大阪）
- プロデューサー
  - 山本博紀（東京編、SP横浜編）、岡本宏毅（大阪編）（以上、テレビ大阪）
  - 清水啓太郎、東島真一郎（以上、松竹撮影所）
- 製作
  - テレビ大阪、松竹撮影所、「名建築で昼食を」製作委員会（東京編）
  - テレビ大阪、松竹撮影所（大阪編）
  - テレビ大阪、松竹撮影所、「名建築で昼食を スペシャル」製作委員会（SP横浜編）

## 放送日程
東京編
| 話数   | 放送日         | サブタイトル                 |
| ------ | -------------- | ---------------------------- |
| 第1話  | 2020年08月16日 | アンスティチュ・フランセ東京 |
| 第2話  | 08月23日       | 自由学園明日館               |
| 第3話  | 08月30日       | 現存する日本最古のビヤホール |
| 第4話  | 09月06日       | 東京都庭園美術館             |
| 第5話  | 09月13日       | 目黒区総合庁舎               |
| 第6話  | 09月20日       | 国際文化会館                 |
| 第7話  | 09月27日       | 山の上ホテル                 |
| 第8話  | 10月04日       | 旧白洲邸 武相荘              |
| 第9話  | 10月11日       | 国際子ども図書館             |
| 最終話 | 10月18日       | 江戸東京たてもの園           |

大阪編
| 話数   | 放送日         | サブタイトル                                |
| ------ | -------------- | ------------------------------------------- |
| 第1話  | 2022年08月18日 | 綿業会館                                    |
| 第2話  | 8月25日        | 生駒ビルヂング & 芝川ビル                   |
| 第3話  | 9月01日        | 船場ビルディング & 大阪農林会館             |
| 第4話  | 9月08日        | 日本銀行大阪支店旧館 & 大阪ガスビルディング |
| 第5話  | 9月15日        | 神戸女学院                                  |
| 最終話 | 9月22日        | 大阪市中央公会堂 & 大阪府立中之島図書館     |

## ロケ地

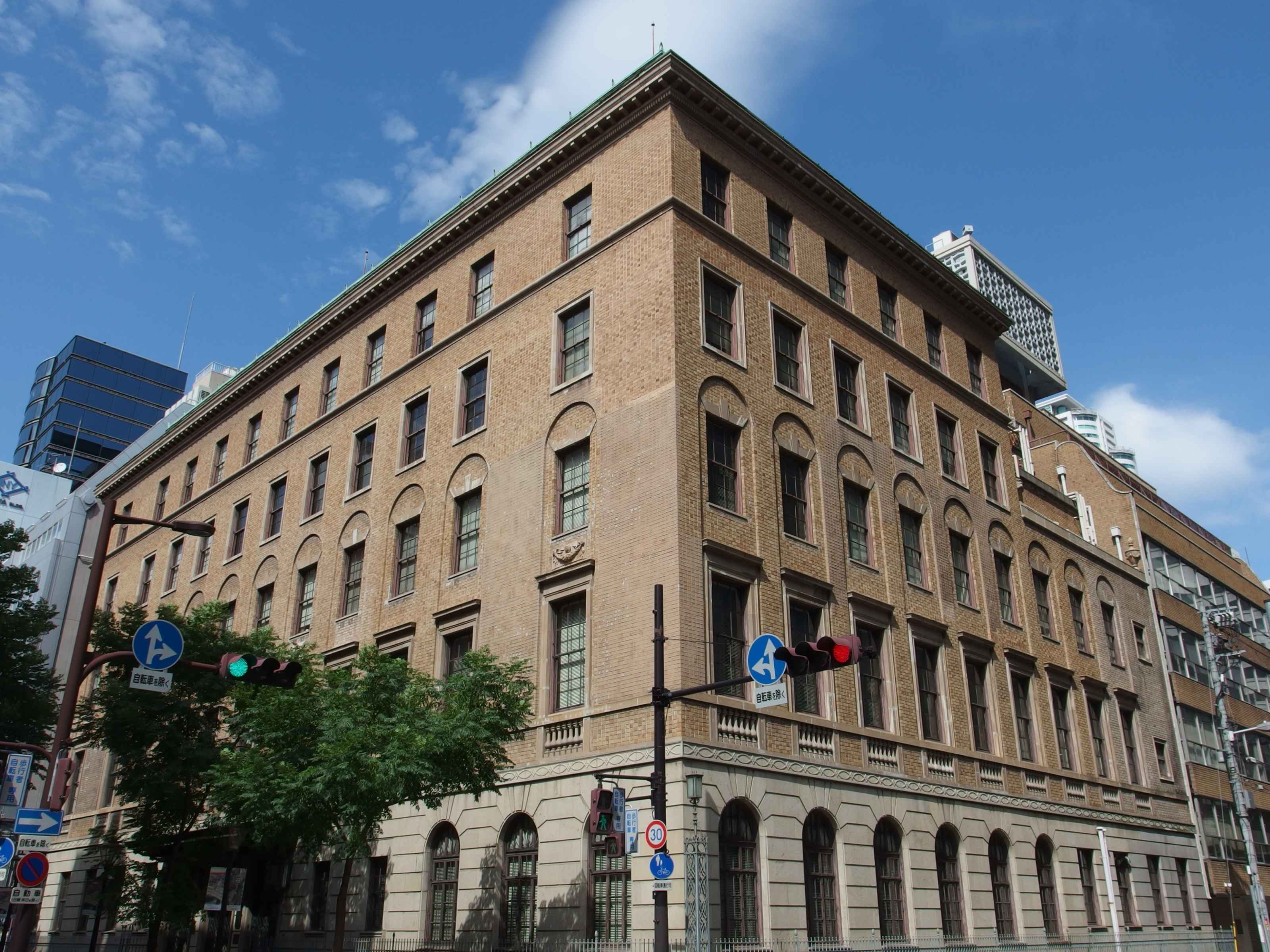
綿業会館
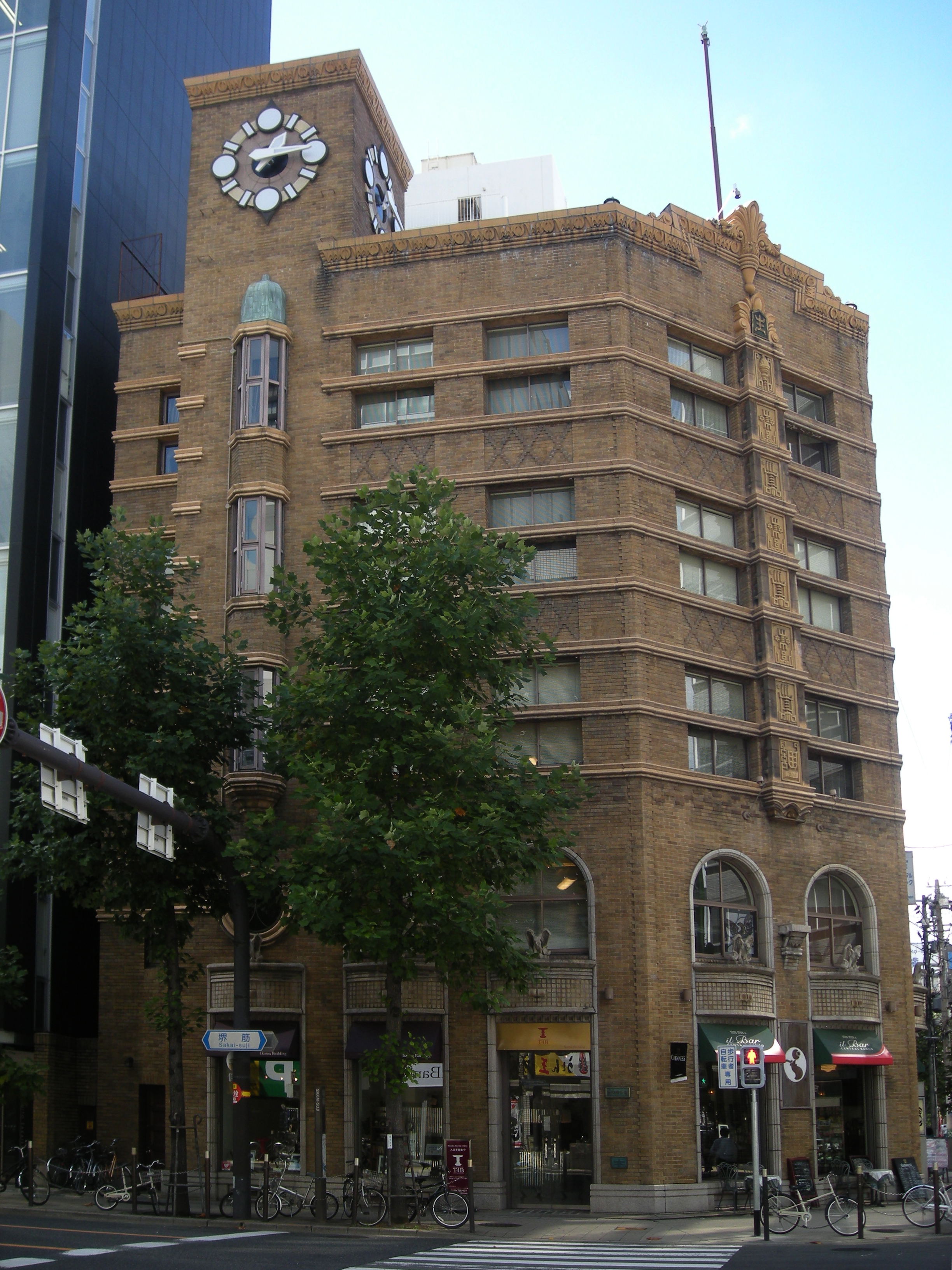
生駒ビルヂング
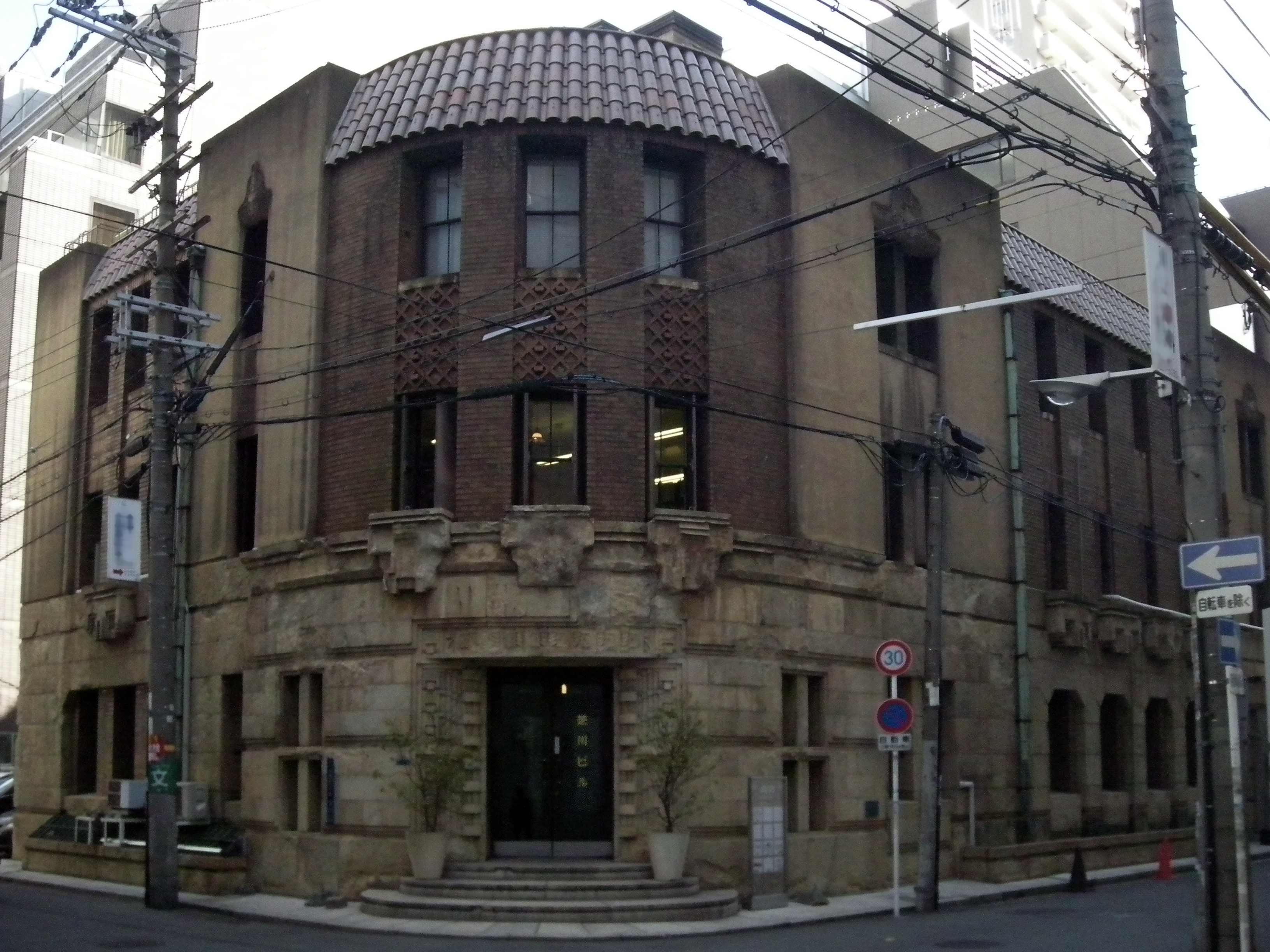
芝川ビル
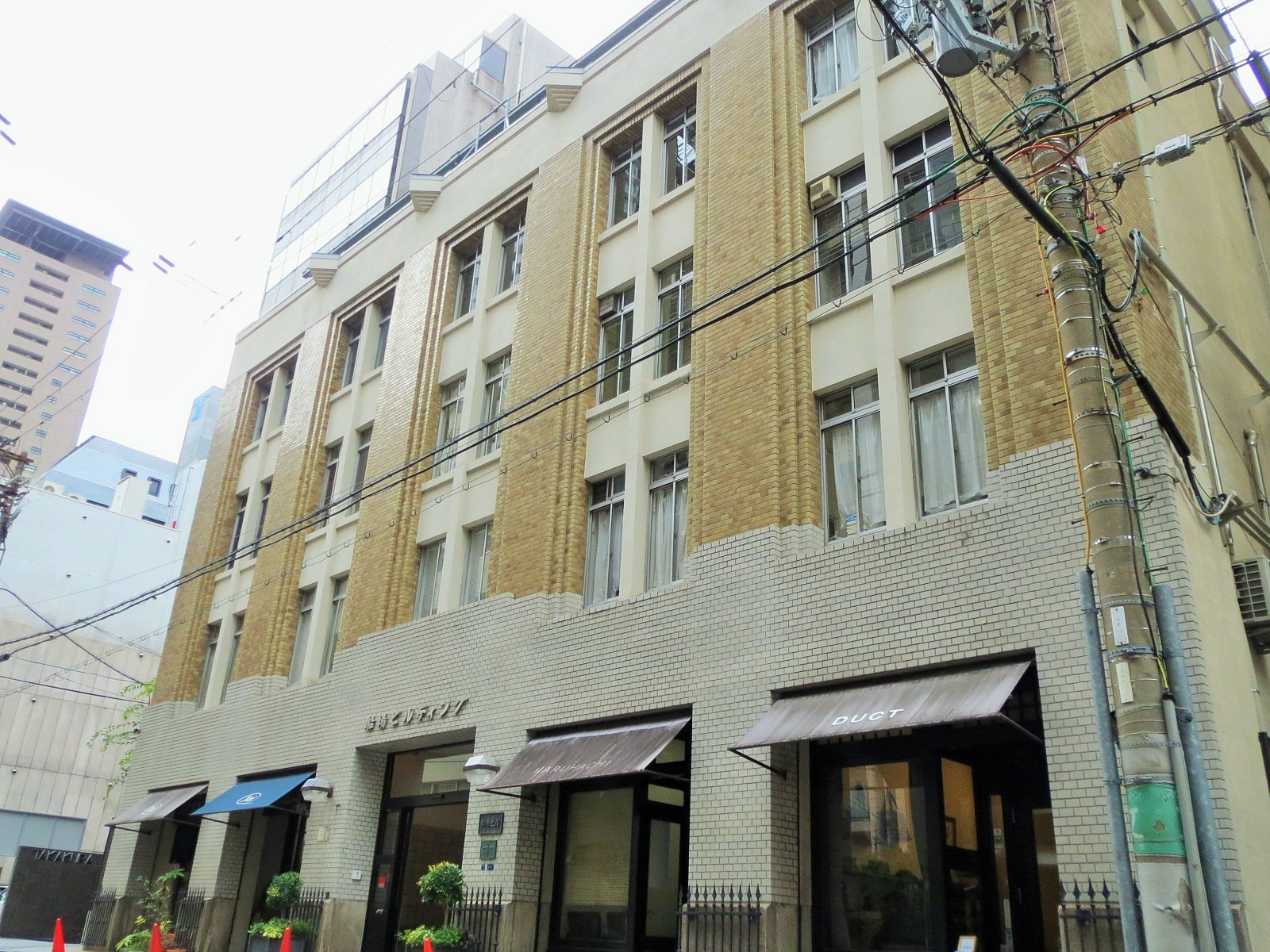
船場ビルディング
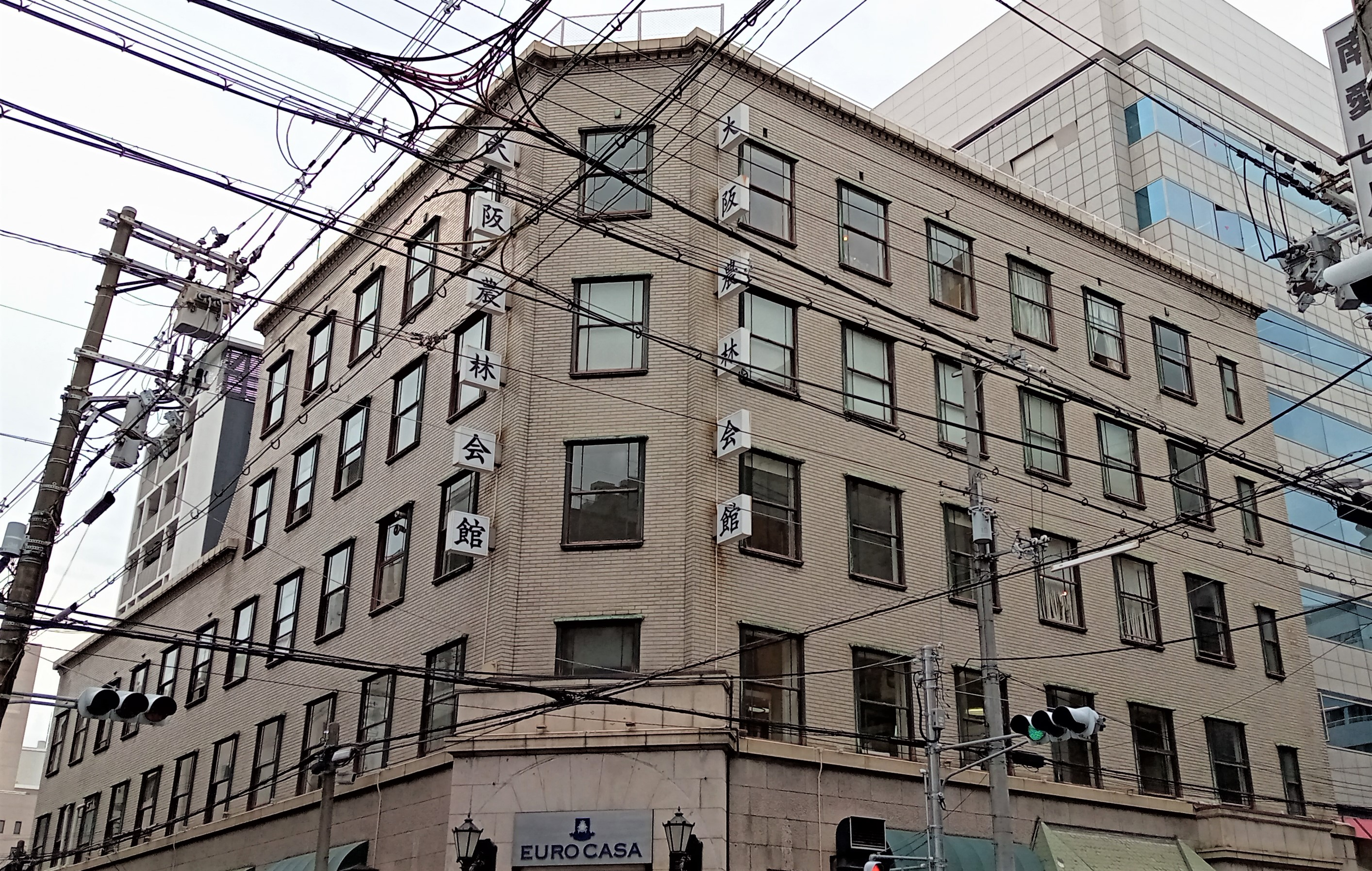
大阪農林会館
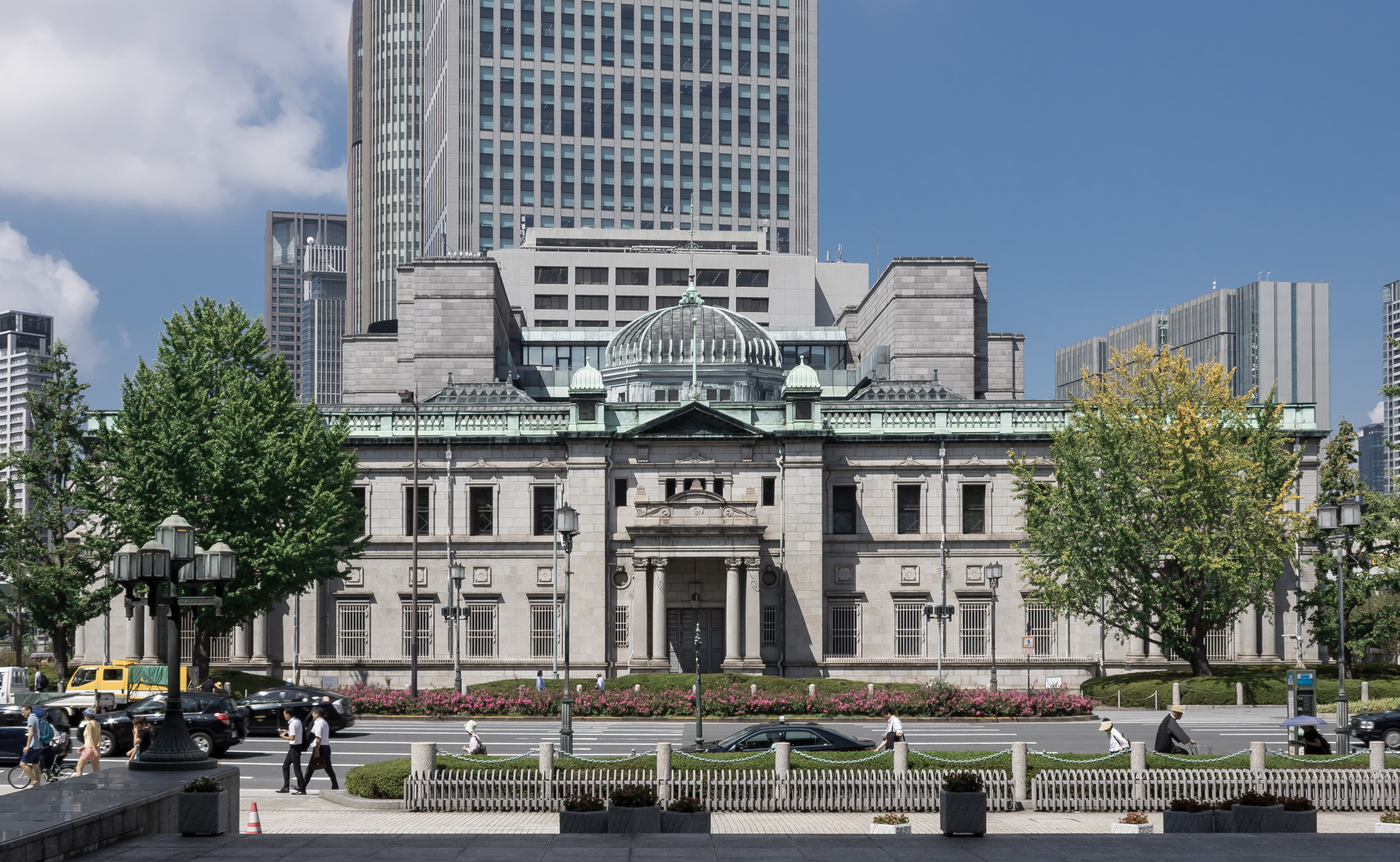
日本銀行大阪支店 旧館
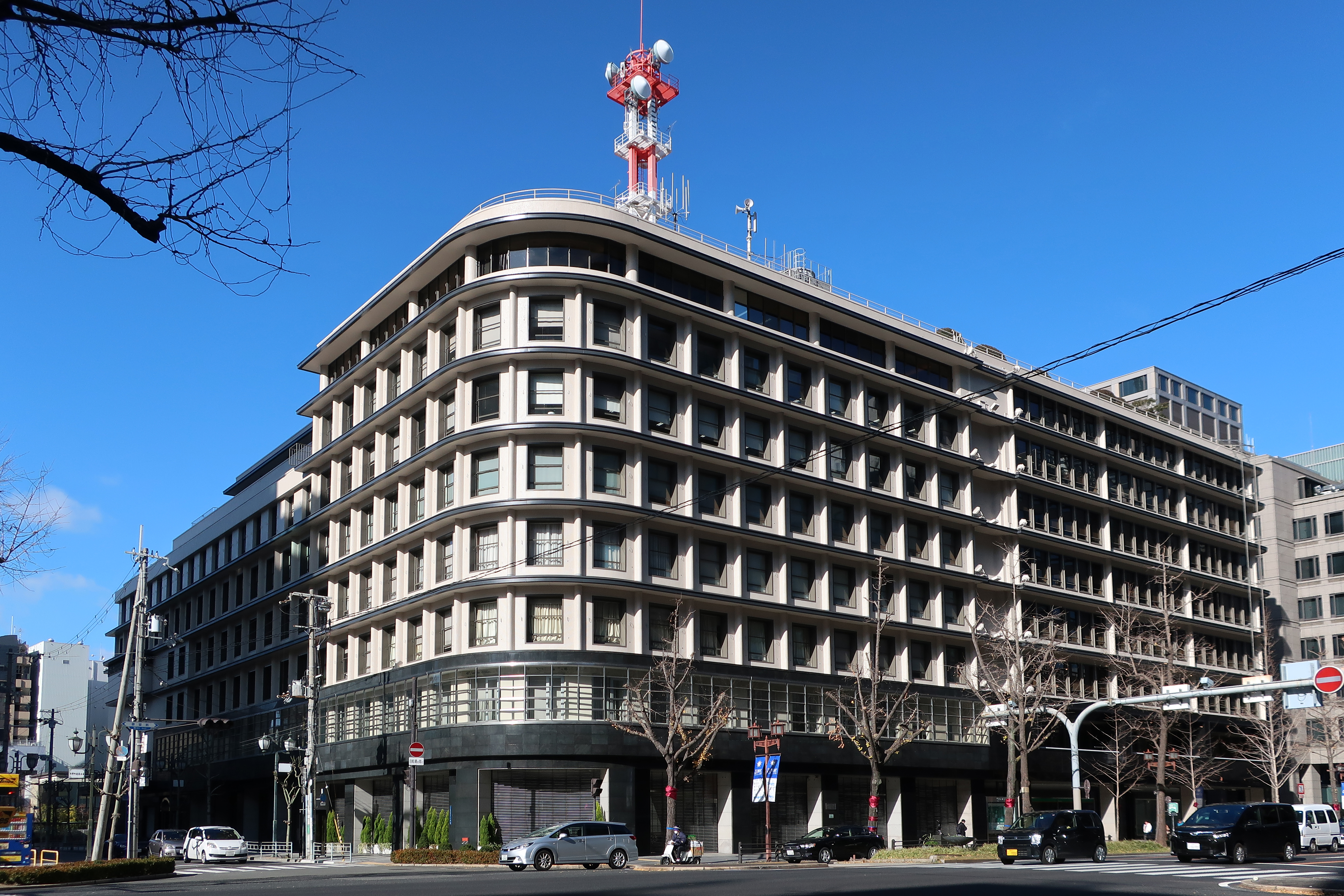
大阪ガスビルディング
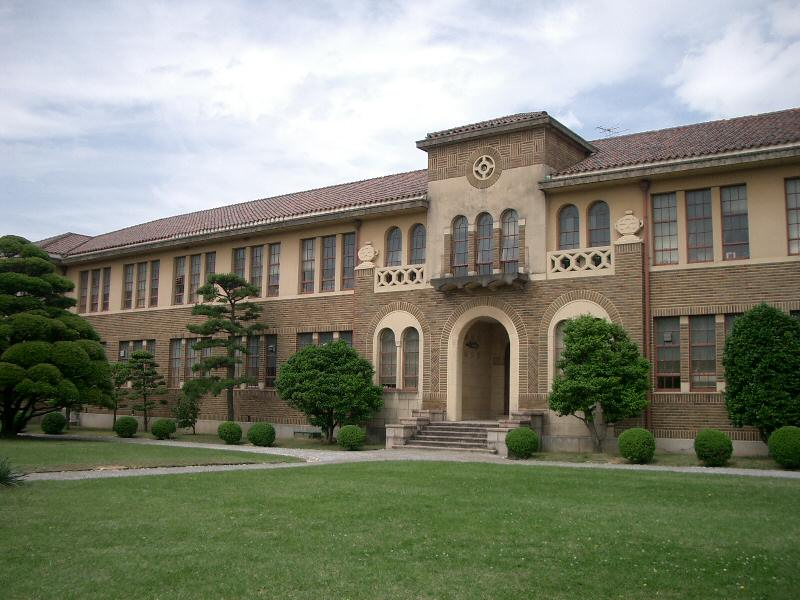
神戸女学院大学 理学館
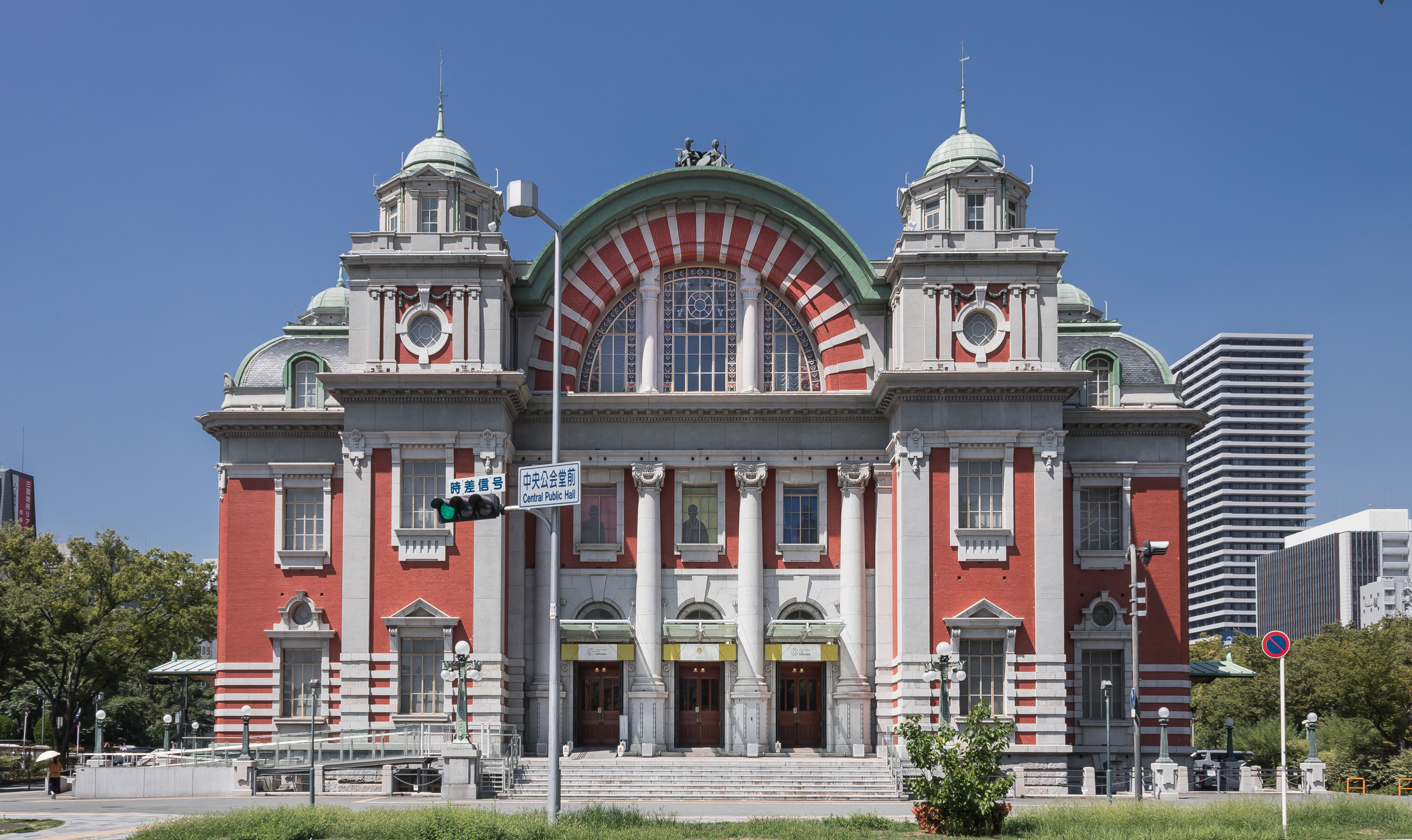
大阪市中央公会堂
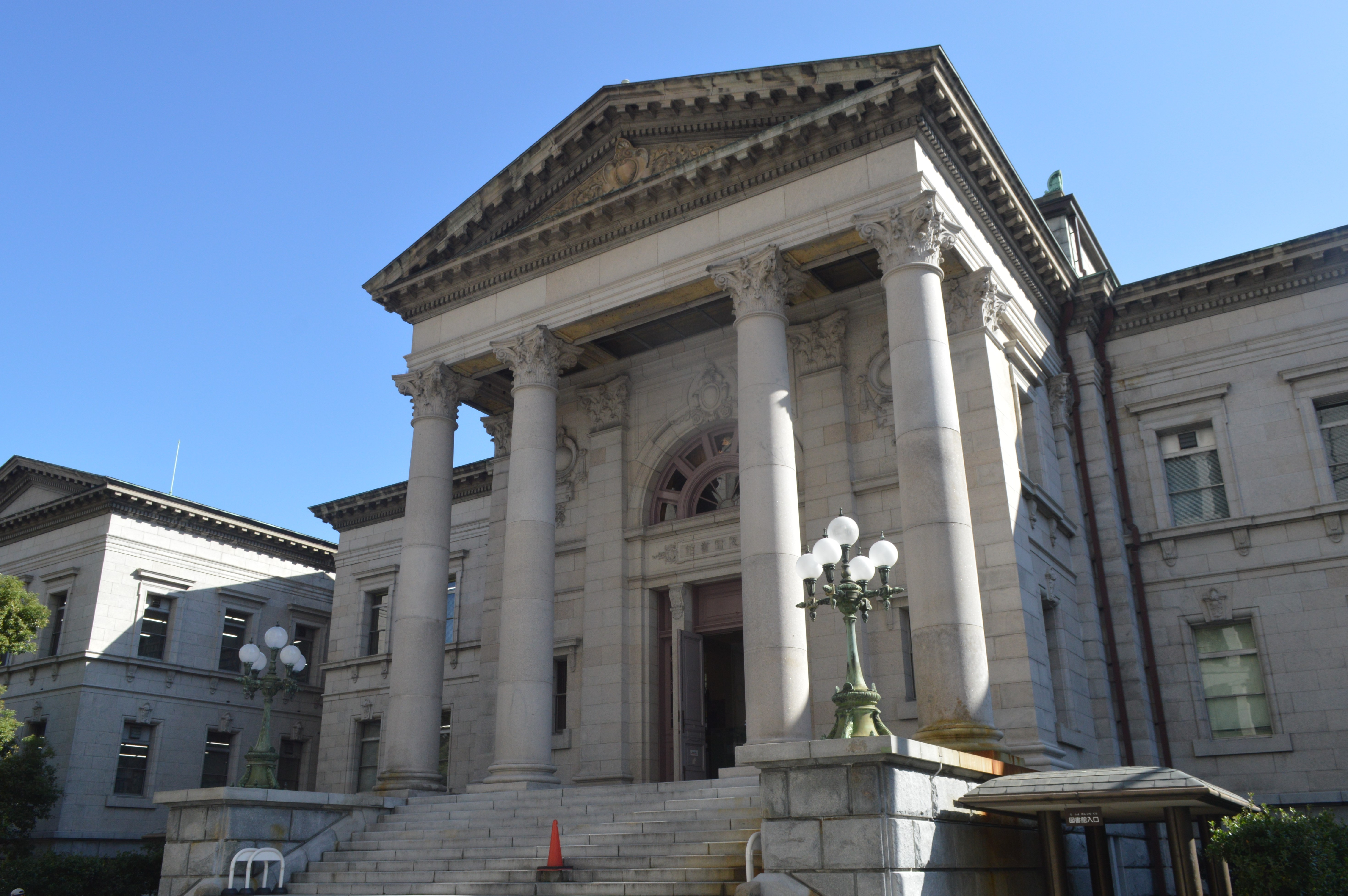
大阪府立中之島図書館

| 東京編                         | 東京編                                      | 東京編                                  |
| ロケ地                         | 所在地                                      | 設計者                                  |
| ------------------------------ | ------------------------------------------- | --------------------------------------- |
| アンスティチュ・フランセ東京   | 東京都新宿区市谷船河原町15                  | 坂倉準三                                |
| 自由学園明日館（重要文化財）   | 東京都豊島区西池袋2-31-2                    | フランク・ロイド・ライト                |
| ビヤホールライオン銀座七丁目店 | 東京都中央区銀座7-9-20 銀座ライオンビル1F   | -                                       |
| 東京都庭園美術館（重要文化財） | 東京都港区白金台5-21-9                      | アンリ・ラパン 権藤要吉                 |
| 目黒区総合庁舎                 | 東京都目黒区上目黒2-19-15                   | 村野藤吾 （改修設計）安井建築設計事務所 |
| 国際文化会館                   | 東京都港区六本木5-11-16                     | 前川國男 坂倉準三 吉村順三              |
| 山の上ホテル                   | 東京都千代田区神田駿河台1-1                 | ウイリアム・メレル・ヴォーリズ          |
| 旧白洲邸 武相荘                | 東京都町田市能ヶ谷7-3-2                     | -                                       |
| 国際子ども図書館               | 東京都台東区上野公園12-49                   | 久留正道                                |
| 江戸東京たてもの園             | 東京都小金井市桜町3-7-1（都立小金井公園内） | -                                       |

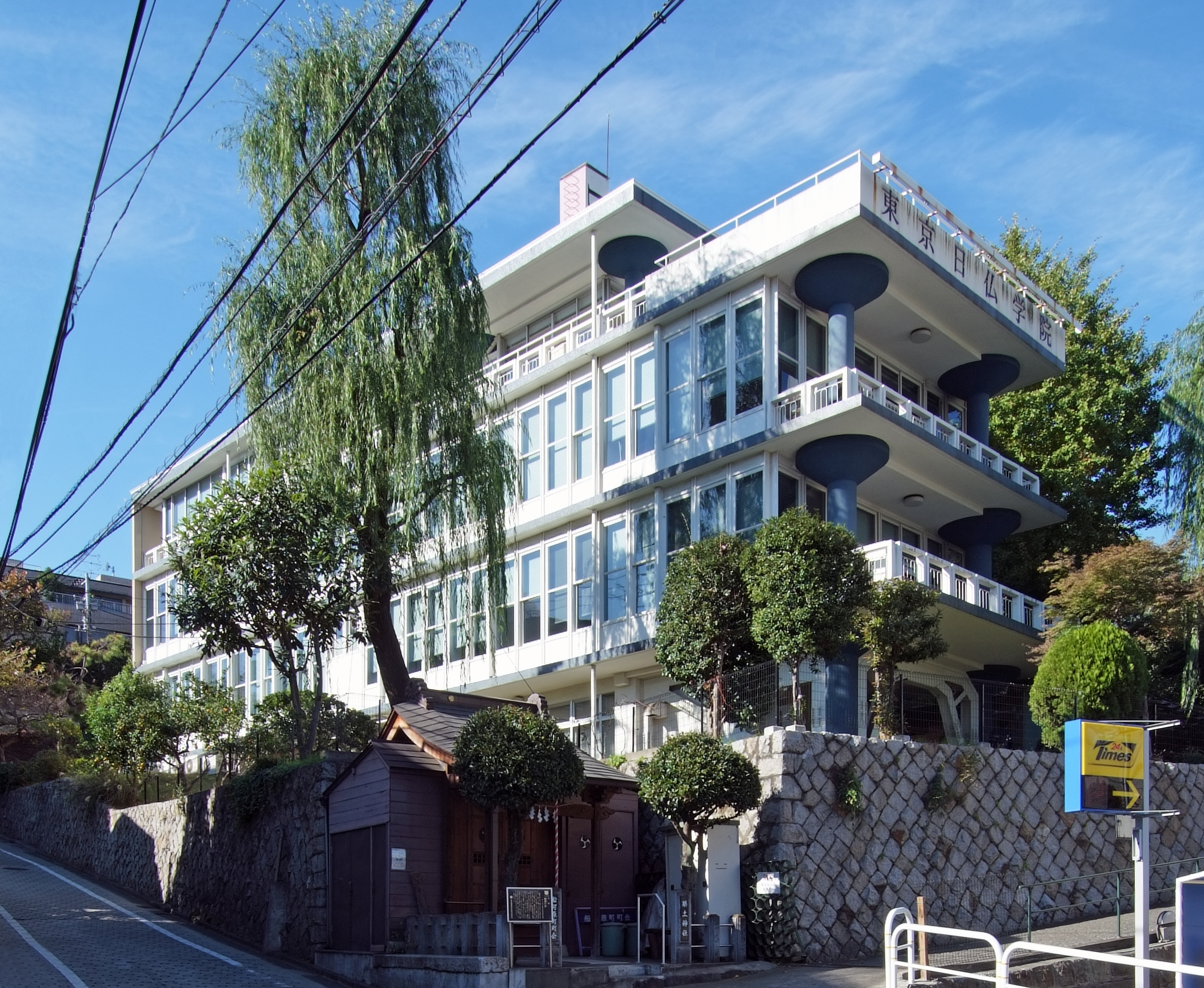
アンスティチュ・フランセ東京
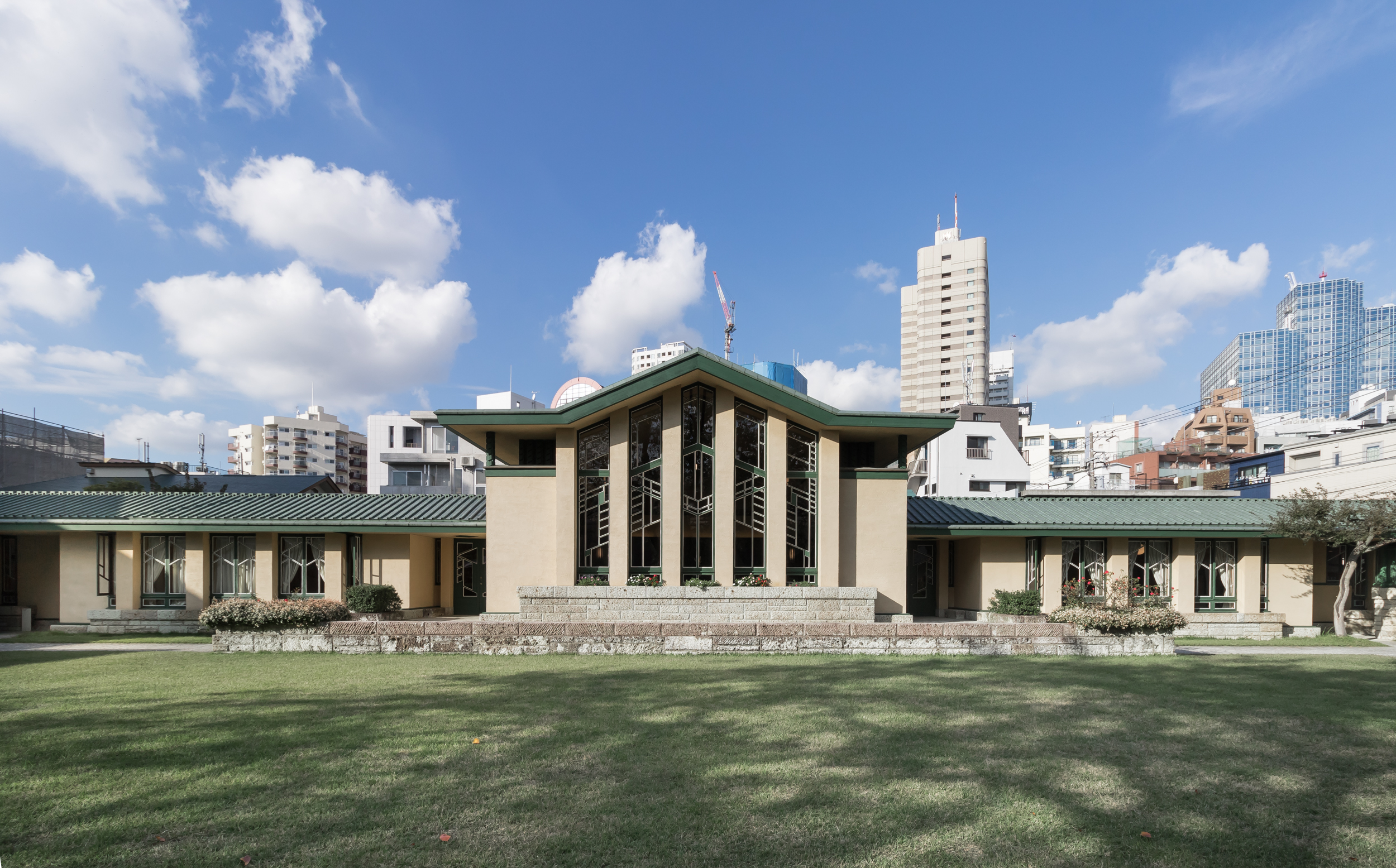
自由学園明日館
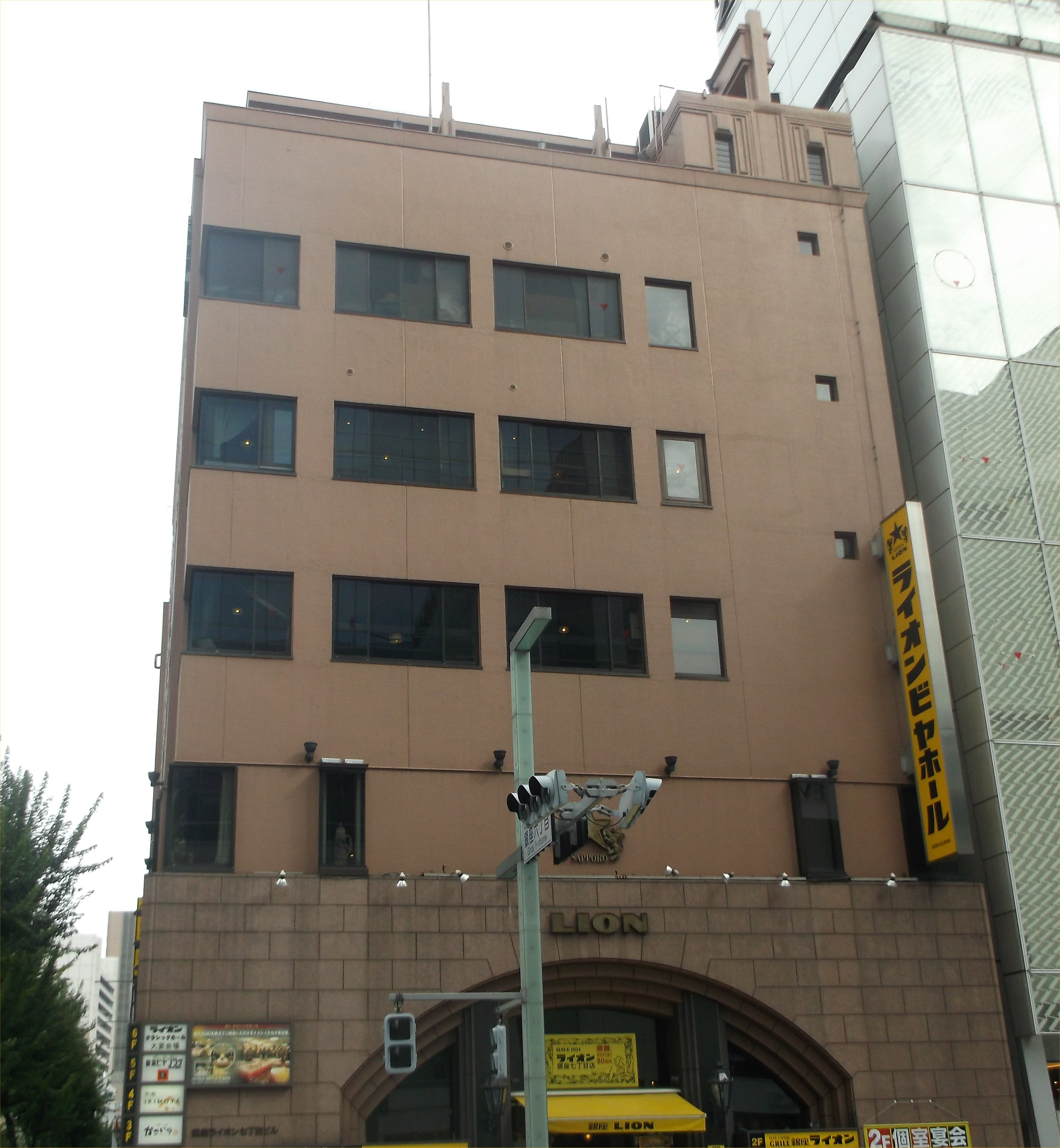
ビヤホールライオン
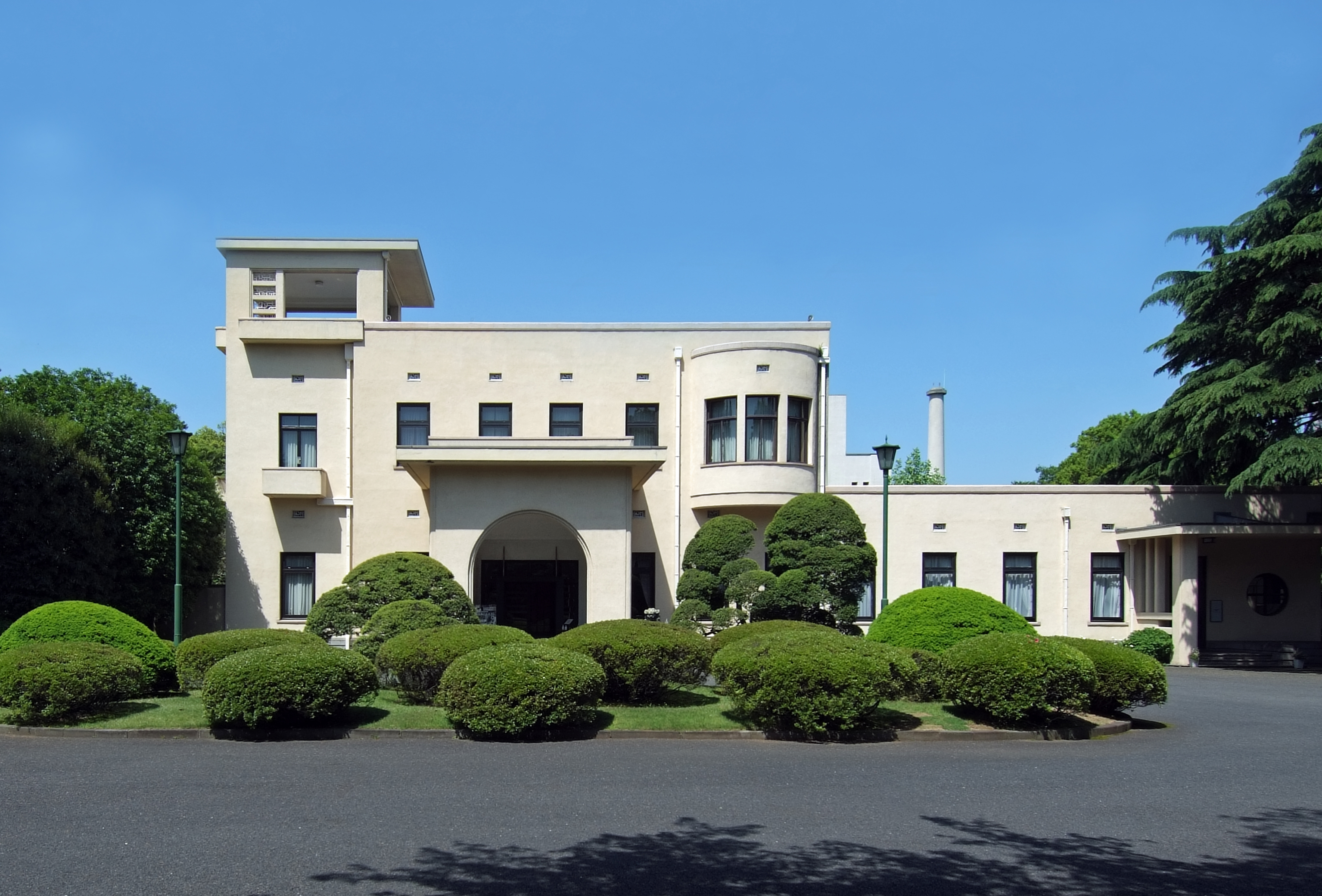
東京都庭園美術館
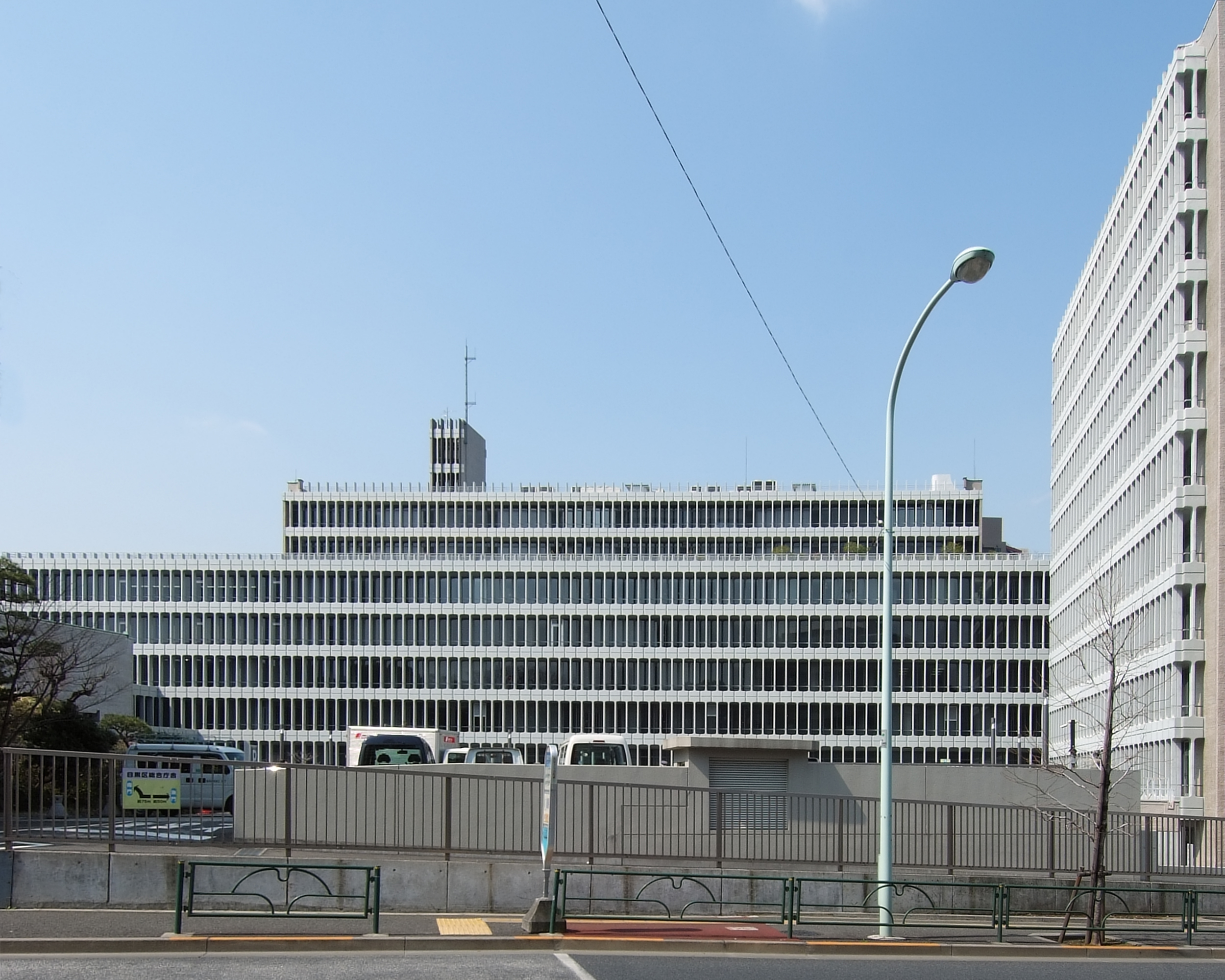
目黒区総合庁舎
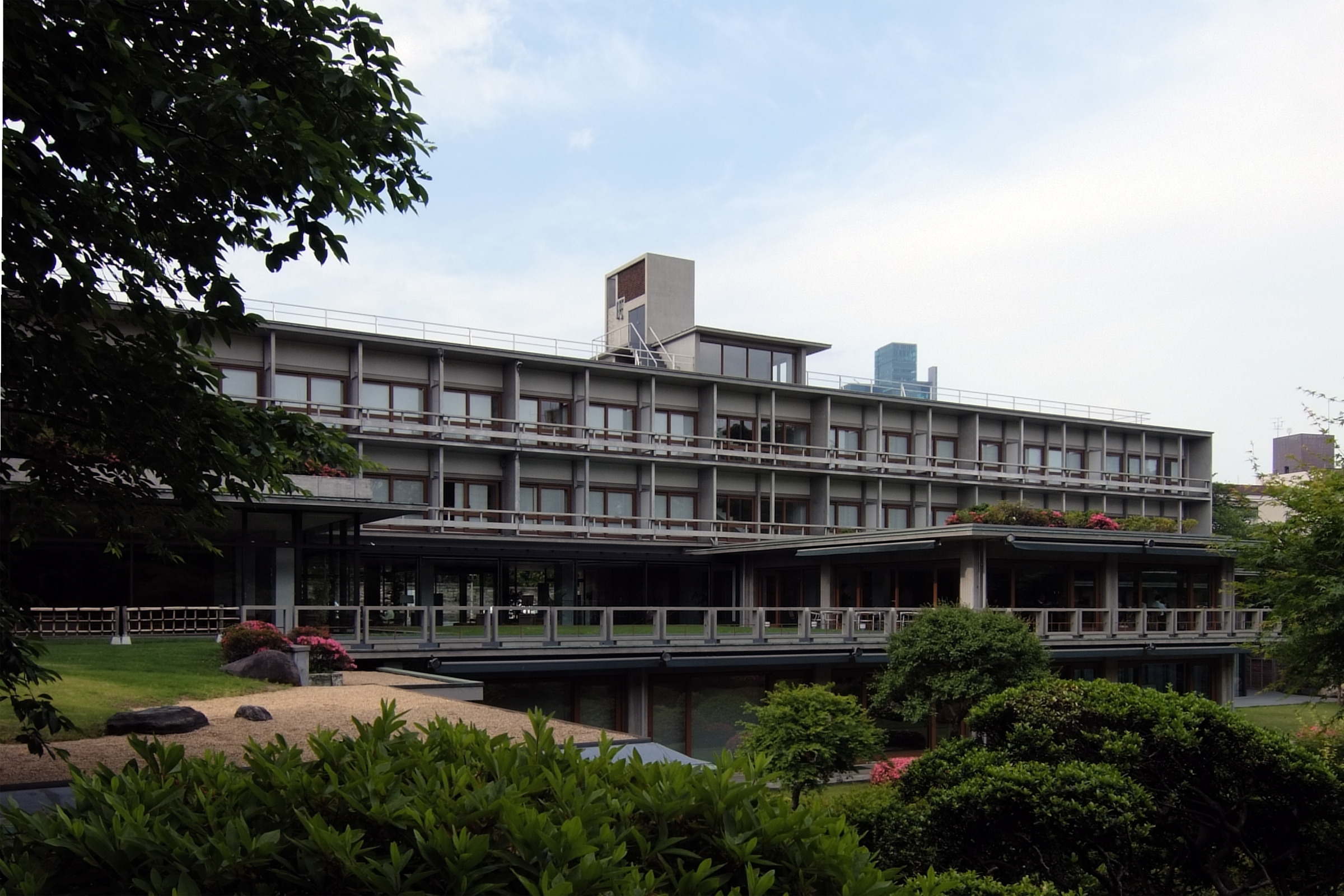
国際文化会館
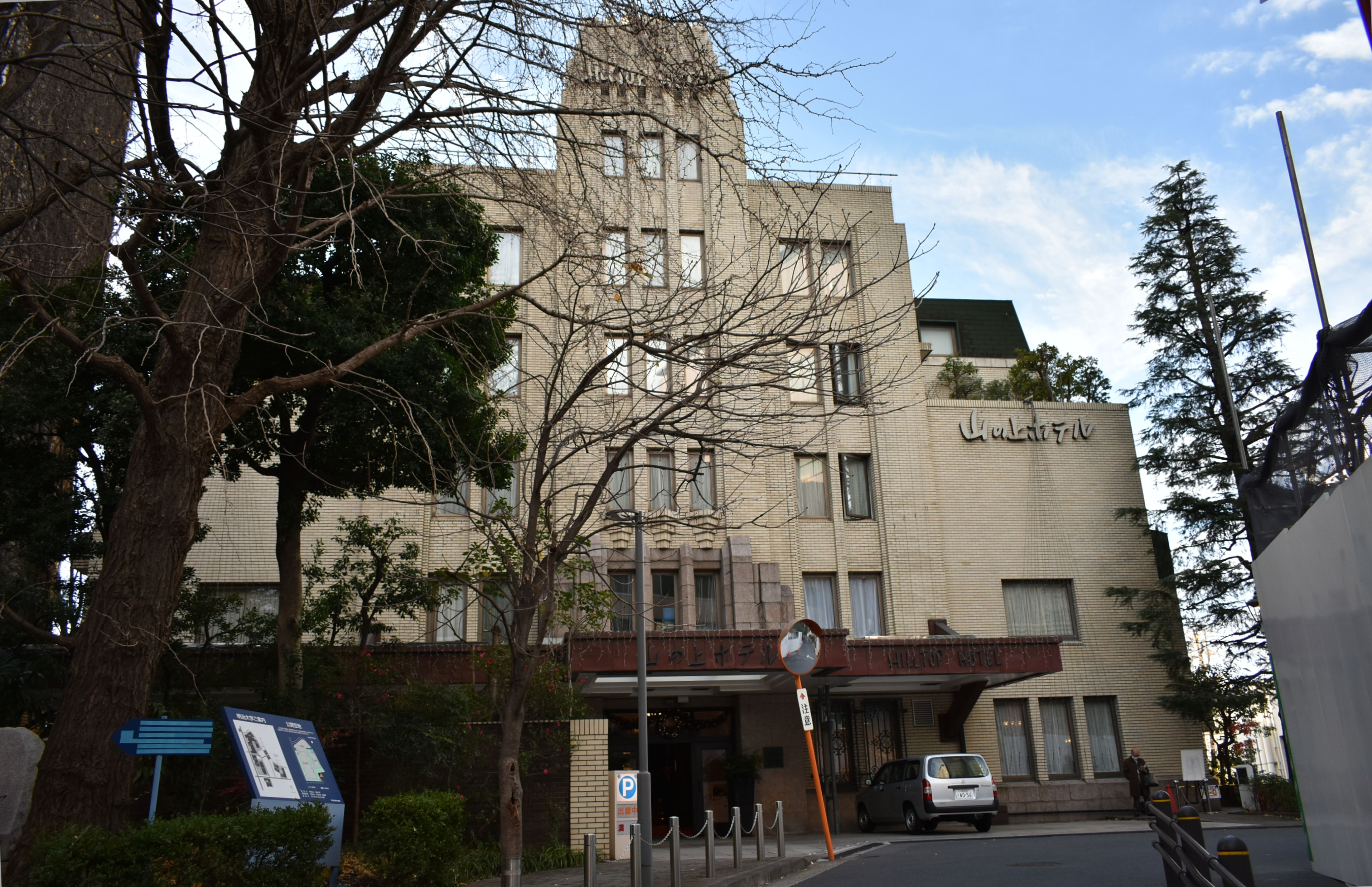
山の上ホテル
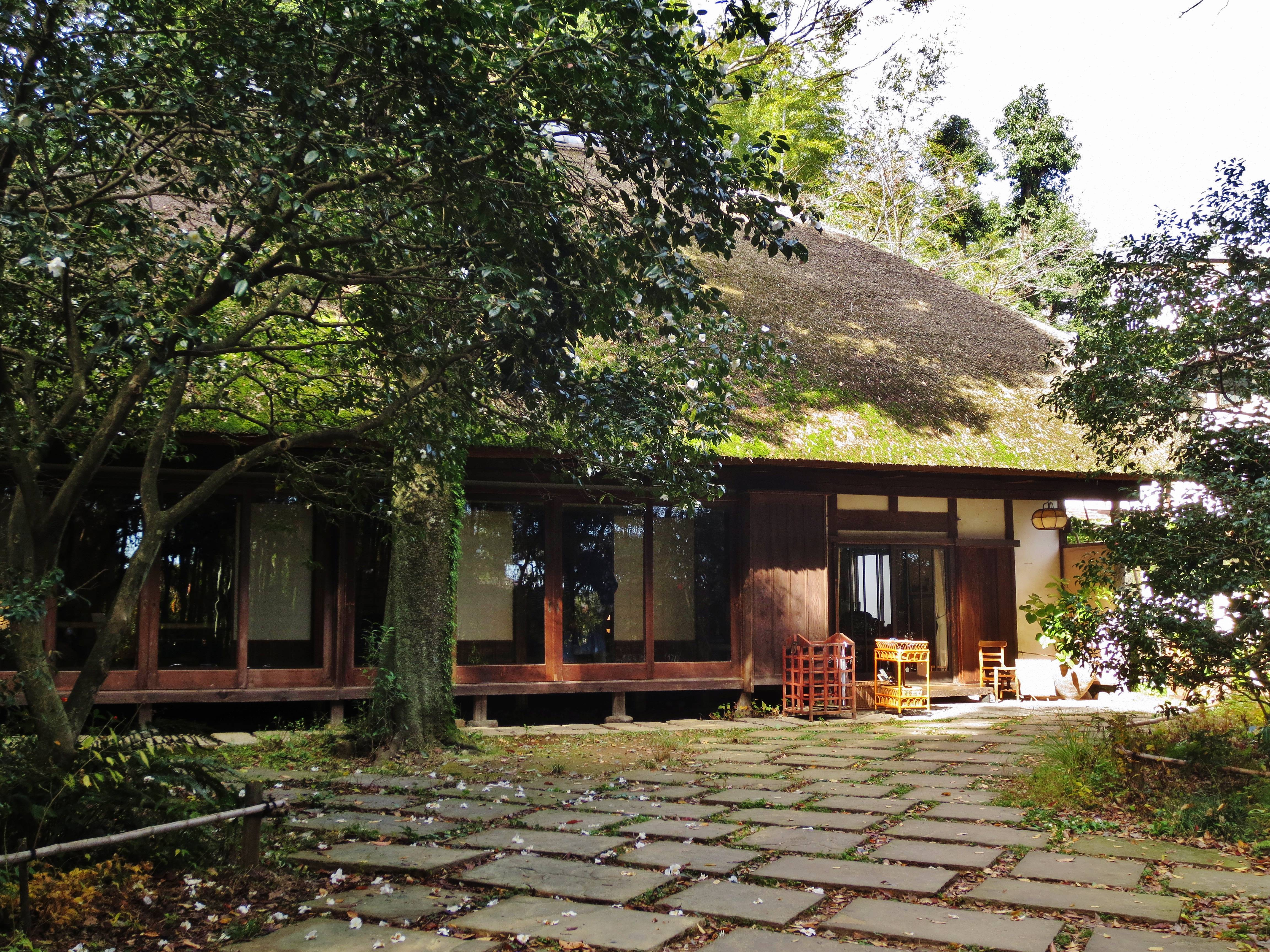
旧白洲邸 武相荘
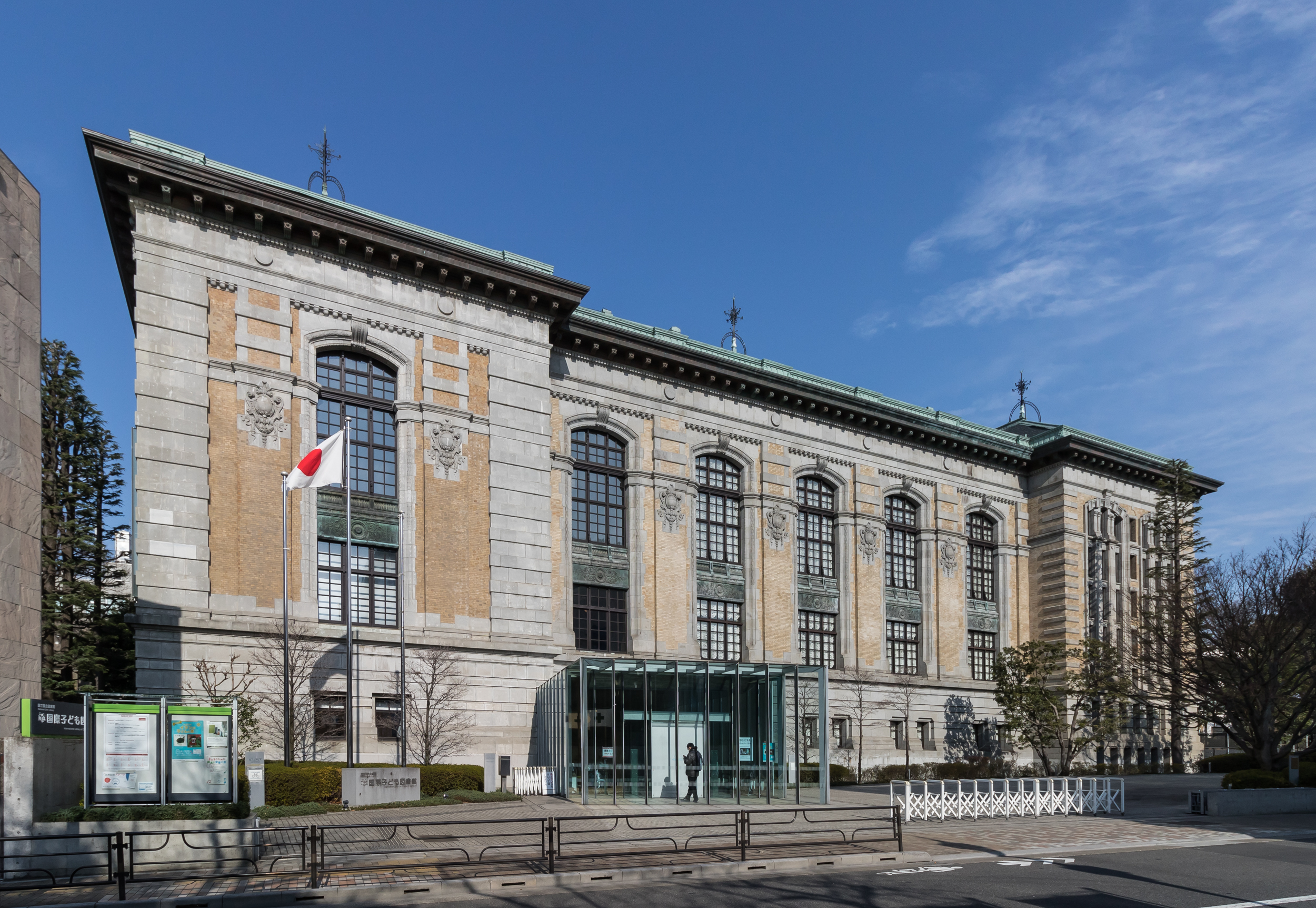
国際子ども図書館
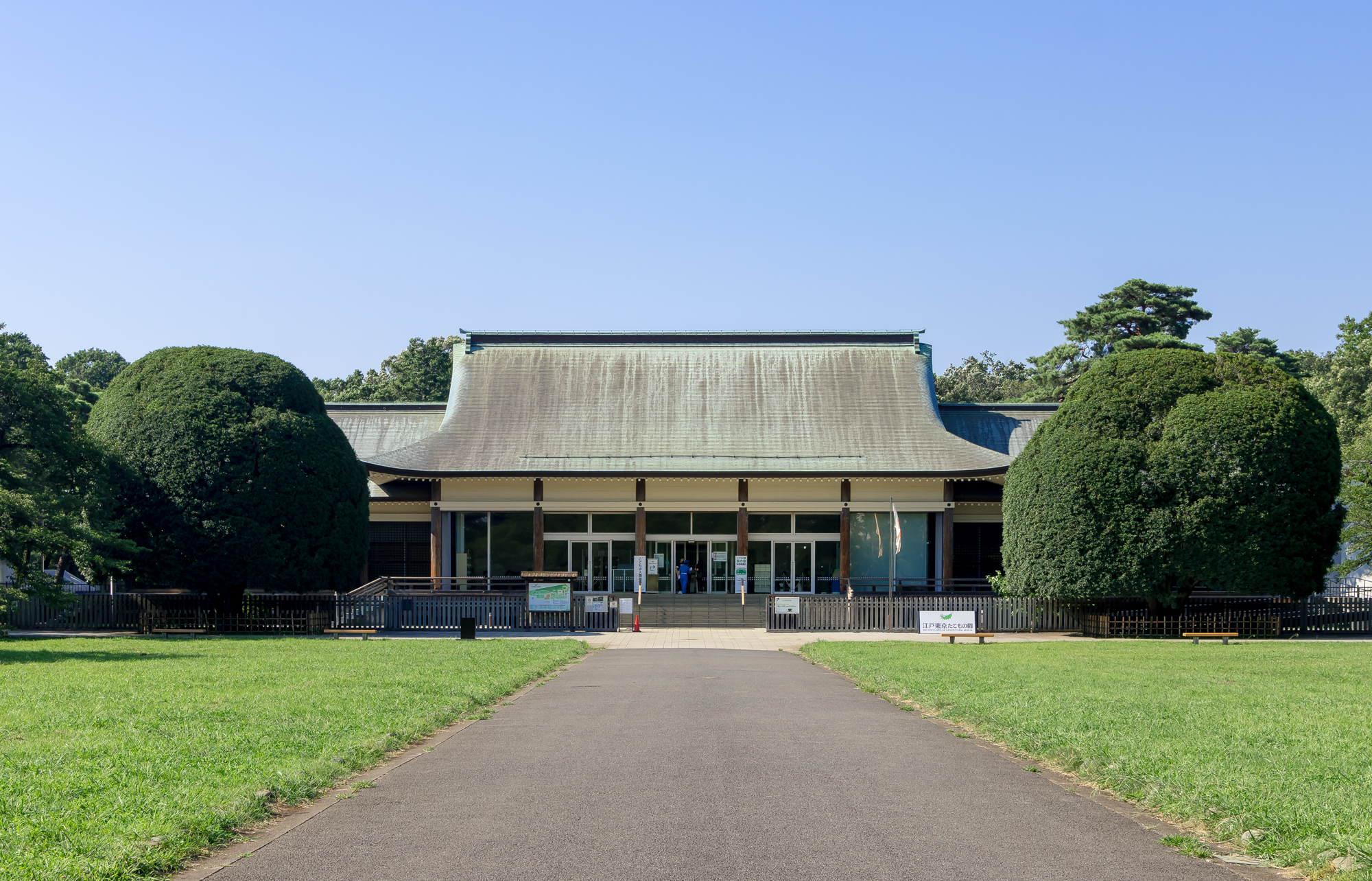
江戸東京たてもの園 ビジターセンター （旧皇居外苑光華殿）

| 大阪編                | 大阪編                         | 大阪編                                                         |
| ロケ地                | 所在地                         | 設計者                                                         |
| --------------------- | ------------------------------ | -------------------------------------------------------------- |
| 綿業会館              | 大阪市中央区備後町2-5-8        | 渡辺節建築事務所 坂倉準三（渡辺節、村野藤吾）                  |
| 生駒ビルヂング        | 大阪府大阪市中央区平野町2-2-12 | 宗建築事務所                                                   |
| 芝川ビル              | 大阪府大阪市中央区伏見町3-3-3  | 渋谷五郎（基本・構造設計） 本間乙彦（意匠設計）                |
| 船場ビルディング      | 大阪府大阪市中央区淡路町2-5-8  | 村上徹一                                                       |
| 大阪農林会館          | 大阪市中央区南船場3－2－6      | 三菱合資地所部営繕課 （ジョサイア・コンドル）                  |
| 日本銀行大阪支店 旧館 | 大阪府大阪市北区中之島2-1−45   | 辰野金吾                                                       |
| 大阪ガスビルディング  | 大阪府大阪市中央区平野町4-1-2  | 安井武雄（南館） 佐野正一（北館）                              |
| 神戸女学院            | 兵庫県西宮市岡田山4-1          | ウィリアム・メレル・ヴォーリズ                                 |
| 大阪市中央公会堂      | 大阪府大阪市北区中之島1-1-27   | 岡田信一郎（設計原案） 辰野金吾（建築顧問） 片岡安（工事監督） |
| 大阪府立中之島図書館  | 大阪府大阪市北区中之島1-2-10   | 野口孫市                                                       |

- 綿業会館
- 生駒ビルヂング
- 芝川ビル
- 船場ビルディング
- 大阪農林会館
- 日本銀行大阪支店 旧館
- 大阪ガスビルディング
- 神戸女学院大学 理学館
- 大阪市中央公会堂
- 大阪府立中之島図書館

## スペシャルドラマ
2021年1月23日に『名建築で昼食を スペシャル 横浜編』が放送された（テレビ大阪：13時25分 - 14時25分、BSテレ東・BSテレ東4K：12時00分 - 13時00分）。主演は東京編と同じ池田エライザと田口トモロヲ。ゲストとして加藤登紀子が出演した。

### キャスト（SP）
春野藤
演 - 池田エライザ
広告代理店のコピーライター。休日には横浜の街を1人で歩くようにしている。
植草千明
演 - 田口トモロヲ
建築模型士。相変わらず乙女建築巡りが趣味で、SNSにその時の様子をアップしている。
マスター
演 - 三上寛
千明が行きつけにしている喫茶店のマスター。千明の良き相談相手。
宇野依子
演 - 加藤登紀子
千明の父・幸一の建築事務所の後輩で、彼と愛し合っていた女性。
価値観の違いから疎遠となっていた幸一と千明の仲を取り持とうとしていた。
京都から横浜を訪れ、千明に幸一が生前最後に設計した彼の終の棲家の設計図を渡す。

### スタッフ（SP）
- 連続ドラマのスタッフ欄を参照。

### ロケ地（SP）
| SP横浜編                         | SP横浜編                       | SP横浜編                               |
| ロケ地                           | 所在地                         | 設計者                                 |
| -------------------------------- | ------------------------------ | -------------------------------------- |
| 神奈川県立図書館                 | 神奈川県横浜市西区紅葉ヶ丘9-2  | 前川國男                               |
| 神奈川県立音楽堂                 | 同上                           | 同上                                   |
| 横浜市開港記念会館（重要文化財） | 神奈川県横浜市中区本町1丁目6   | 山田七五郎 佐藤四郎 （原案：福田重義） |
| ホテルニューグランド             | 神奈川県横浜市中区山下町10番地 | 渡辺仁                                 |

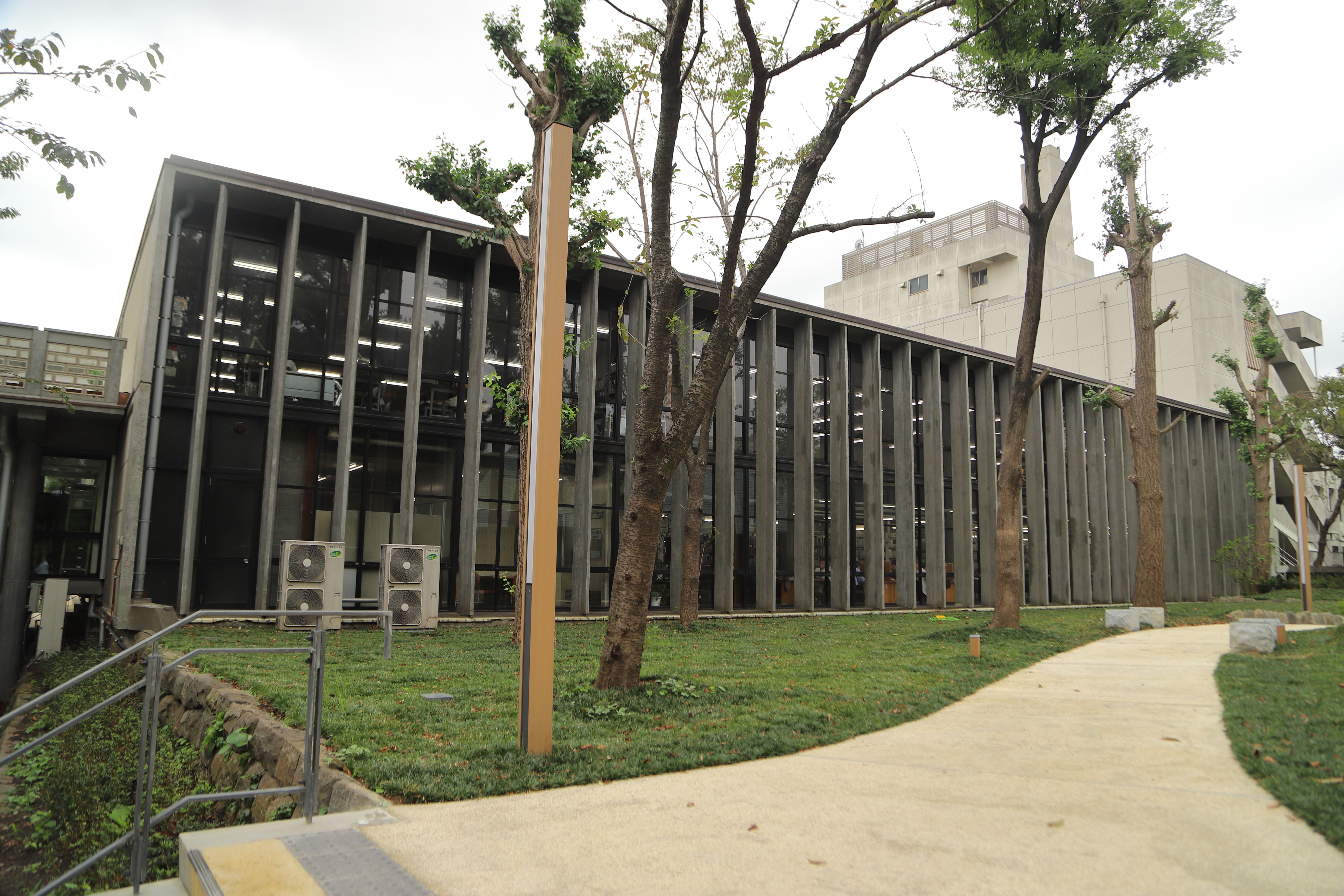
神奈川県立図書館
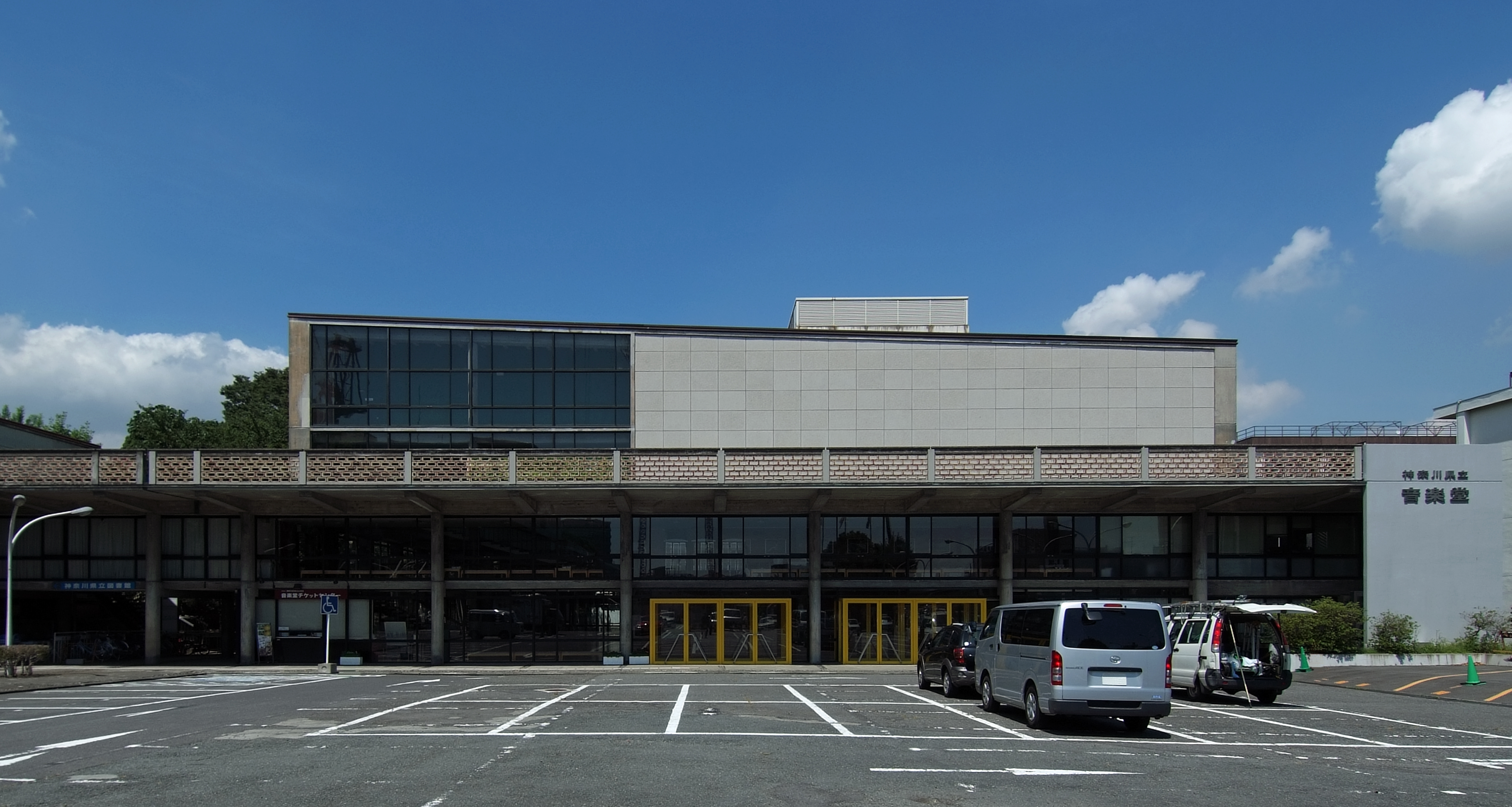
神奈川県立音楽堂
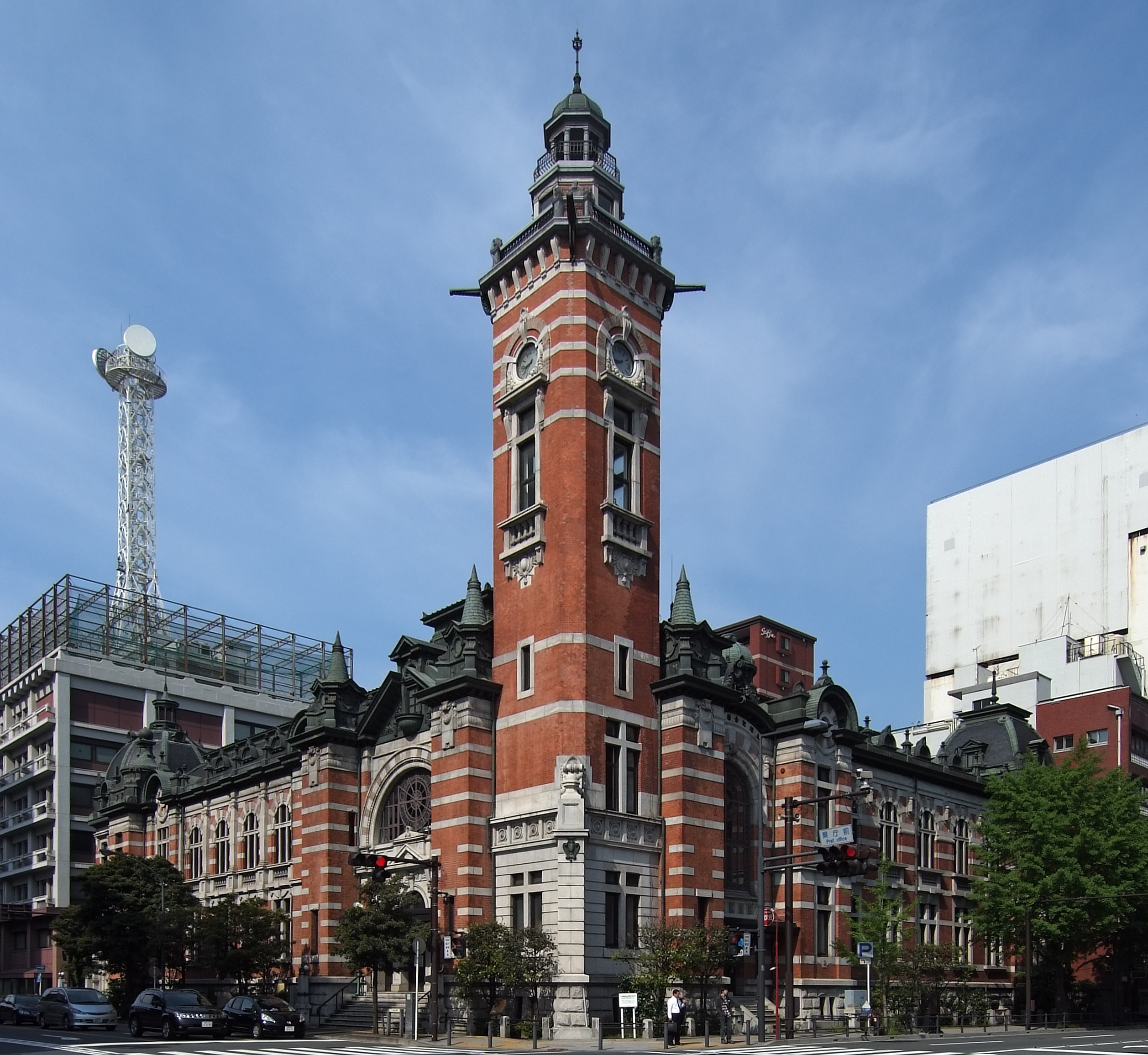
横浜市開港記念会館
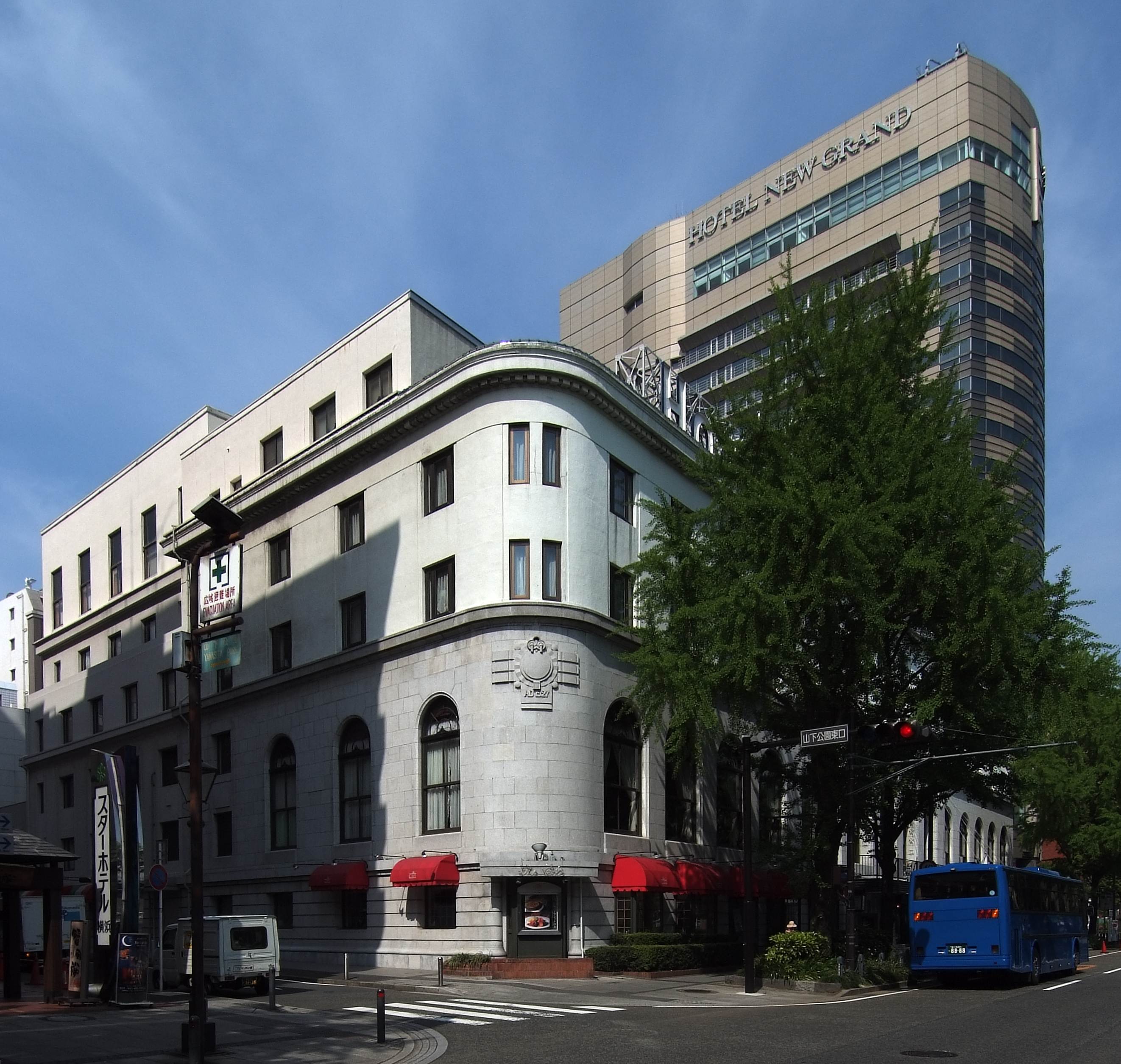
ホテルニューグランド

## 受賞歴
- 2021年日本民間放送連盟賞テレビ／ドラマ番組部門優秀賞

## 書誌情報
- 甲斐みのり（著）『歩いて、食べる 東京のおいしい名建築さんぽ』、エクスナレッジ、2018年6月20日発売、ISBN 978-4-76-782478-9[16]